# Albert Ayguesparse
Albert Ayguesparse, właśc. Gustave Clerck (ur. 1 kwietnia 1900 w Brukseli, zm. 27 września 1996 tamże) – belgijski pisarz francuskojęzyczny i krytyk literacki.

## Życiorys
Był członkiem belgijskiej akademii literatury. Tworzył poezje wyrażające niepokoje egzystencjalne - m.in. Le vin noir de Cahors (1957), a także powieści obyczajowe i opowiadania fantasy (m.in. Le partage des jours, 1972). Publikował także zbiory wierszy.